# 패멀라 레이브
패멀라 레이브(Pamela Rabe, 1959년 4월 30일 ~ )는 오스트레일리아, 캐나다의 배우이다.

## 출연 작품
- 그녀들을 위하여 (2013)
- 더 웰 (1997)
- 파라다이스 로드 (1997)
- 코시 (1996)
- 사이렌스 (1993)
- 전쟁과 사랑 (1989)